# Khmer
Cet article concerne la langue khmère. Pour les autres significations, voir Khmer (homonymie).
Cette page contient des caractères spéciaux ou non latins. S’ils s’affichent mal (▯, ?, etc.), consultez la page d’aide Unicode.

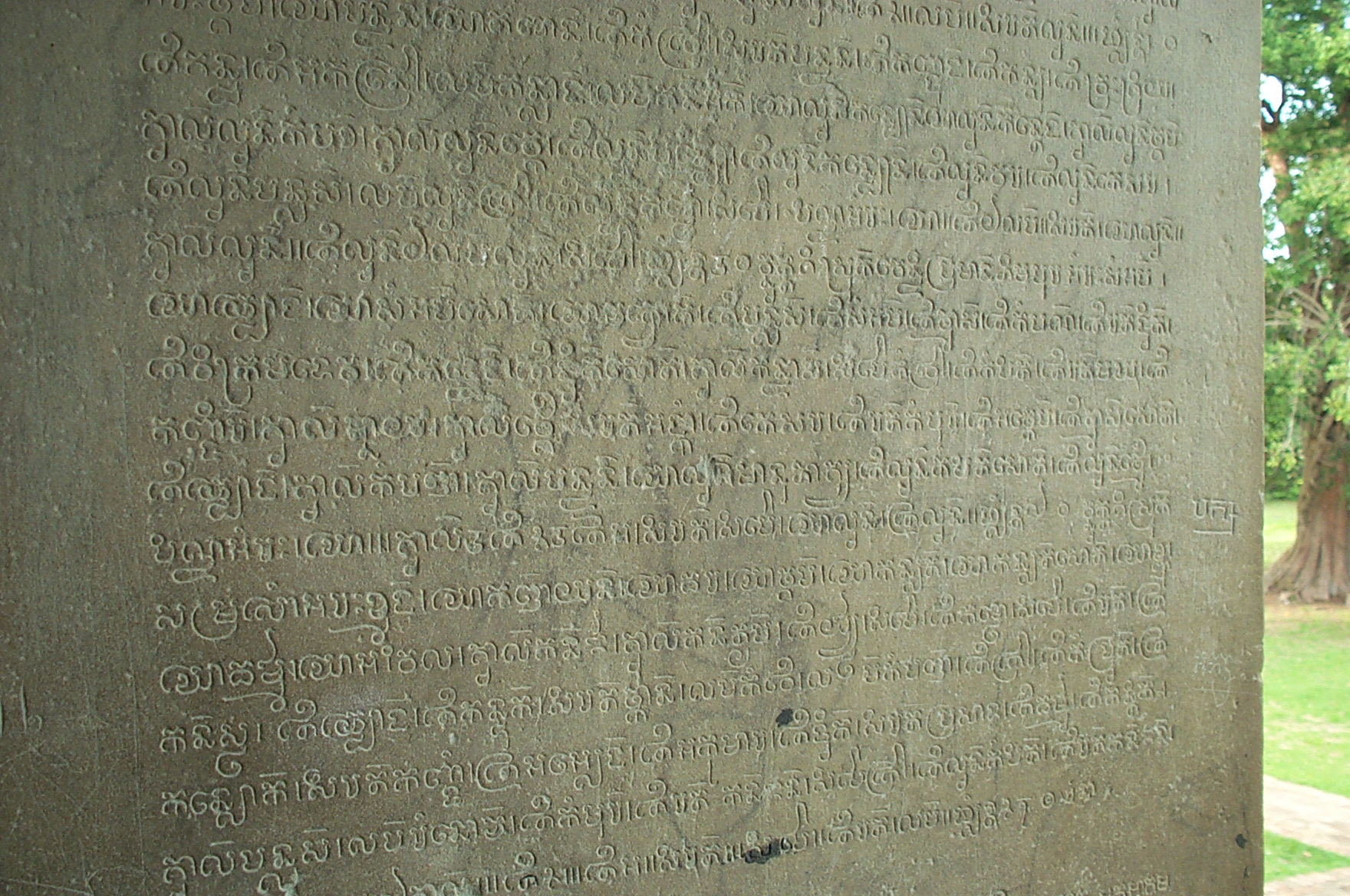
Écriture en langue khmère avant l'époque d'Angkor.

Le khmer ou le cambodgien (ភាសាខ្មែរ, prononciation en khmer : /pʰiəsaː kʰmae/) est la langue
nationale du Cambodge.
Elle appartient au groupe des langues môn-khmères de la famille des langues austroasiatiques, mais son lexique a subi une profonde influence des langues indiennes (sanskrit et pali).
Le cambodgien est principalement parlé au Cambodge et dans les zones limitrophes comme en Thaïlande par les « Khmers Surin » dans la région de l'Isan et les « Khmers Krom » au Viêt Nam dans le delta du Mékong, territoires qui appartenaient autrefois au Cambodge.
C'est une langue mono-dissyllabique (les mono-dissyllabes sont la structure de base de son vocabulaire) avec une tendance générale à la monosyllabisation. Elle est non tonale, contrairement au vietnamien, l'autre grande langue môn-khmère (qui, elle, a subi l'influence du chinois).
La langue cambodgienne s'écrit avec un alphabet cambodgien d'origine indienne depuis le VIIe siècle.
Elle compte environ dix-neuf millions de locuteurs (en incluant les Khmers de la diaspora).

## Histoire
Le khmer est issu des langues austroasiatiques qui s'étendent en Asie du Sud-Est.
Le khmer a ensuite été fortement influencé par le sanskrit dans son lexique usuel (ស្រី /srǝy/ « femme » ; ចោរ /cao/ « voleur ») mais surtout religieux, intellectuel (Bhasa, la langue, est devenue Pheasa) et royal (exemple Râja, le roi, est devenu Reachea).
Voir : Indianisation de la péninsule indochinoise
Le khmer a ensuite été influencé par le pali, devenue la langue liturgique du Cambodge après l'adoption du bouddhisme en remplacement de l'hindouisme ; l'influence de cette langue se retrouve à présent dans le vocabulaire des moines.
La langue khmère a été ensuite influencée par l'arrivée des Thaïs et des Français. La langue thaïe a de son côté emprunté au khmer à peu près la moitié de son vocabulaire.
À l'heure actuelle, des mots anglais font leur apparition en khmer via l'adoption des nouvelles technologies.
La principale différence entre le môn, le khmer et le vietnamien est que le vocabulaire du khmer a connu un apport massif de sanskrit et de pâli, tandis que le vietnamien a été, en raison de près de mille ans de domination chinoise, plus influencé par le chinois. Le môn lui a été peu influencé par le sanskrit et le pâli et a conservé une certaine « pureté » austroasiatique.
À l'époque du protectorat français, de nombreux emprunts lexicaux sont effectués, particulièrement dans le vocabulaire technique et scientifique.

## Différences régionales

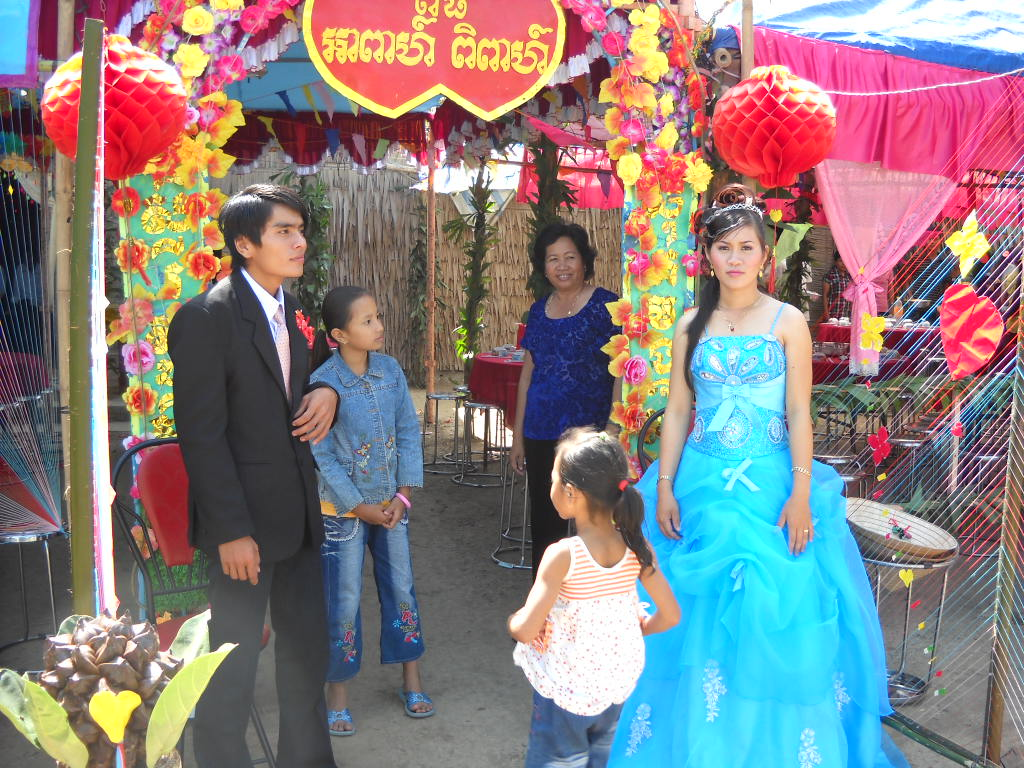
Mariage khmer à Trà Vinh.

Bien qu'il y ait une grande homogénéité linguistique au Cambodge, on note toutefois certaines différences régionales importantes.
Les différents parlers khmers sont :
- le khmer central ou khmer standard, parler dominant au Cambodge.
- le khmer central dans sa version dialectale phnompenhoise, suffisamment différent du khmer standard pour que les jeunes diplômés en khmer de l'Inalco aient des difficultés à comprendre la langue orale lorsqu'ils arrivent pour la première fois dans la capitale cambodgienne.

| Français                   | Khmer standard   | Khmer de Phnom Penh |
| -------------------------- | ---------------- | ------------------- |
| cent                       | rooy             | hooy                |
| pauvre                     | krââ             | k'ôôa               |
| femme                      | srey             | s'èèy               |
| poisson                    | trey             | th'èèy              |
| éléphant                   | dâmrey           | th'mèèy             |
| alcool                     | sraa             | s'èèa               |
| cinq                       | pram             | ph'èèam             |
| beaucoup                   | tchraeun         | tch'eueun           |
| un peu                     | bântetch         | 'ntetch             |
| neuf (chiffre)             | pram buon        | 'mbuon              |
| dix-neuf (deuxième forme)  | pram buon dândâp | 'mbuon 'ndâp        |
| Phnom Penh                 | Phnum Penh       | 'mpenh              |
| une seule fois/directement | tae muoy dââng   | th'môâng            |

La chute du [r] dans le complexe consonantique initial serait due à l'influence de la communauté marchande chinoise de Phnom Penh, les langues chinoises n'admettant pas de tels groupes consonantiques initiaux. D’un point de vue phonétique, la chute du [r] engendre les traits suivants : voix soufflée + variations de hauteur + diphtongaison de la voyelle + plus grand degré de fermeture de la voyelle.
- le khmer des Cardamomes, parler archaïsant du massif des Cardamomes, dans l'ouest du Cambodge et empiétant sur le district de Thrung Krang de la province de Chanthaburi, en Thaïlande[10].
- le khmer du nord ou le « khmer  de Surin », parler du nord-est de la Thaïlande (principalement dans les provinces de Surin, Khorat, Sisaket, Buriram), particulièrement vivant dans les campagnes mais régulièrement remplacé par l'isan ou le thaï dans les villes[8].
- le « khmer Krom » au Viêt Nam dans le delta du Mékong, principalement parlé dans les provinces de Trà Vinh, Sóc Trăng, Kiên Giang, An Giang ainsi qu'à Saigon[8].
- le « khmer Khe », parlé dans la province de Stung Treng, le long des vallées fluviales de la Se San, de la Srepok et de la Sekong ainsi que dans les districts de Siem Pang. À la suite du déclin d'Angkor, les Khmers avaient abandonné leurs territoires du nord, à la frontière laotienne. Au XVIIe siècle, le roi Chey Chetha XI conduisit une force khmère à Stung Treng pour reprendre la zone. Les Khmers Khe sont très probablement les descendants de ce groupe[11].

Certains dialectologues y ajoutent également le parler de Battambang, de Siem Reap et celui de Svay Rieng sans toujours circonstancier cette classification.

## Système d'écriture
Le khmer s'écrit à l'aide de l'alphasyllabaire khmer, qui lui est propre.

## Phonologie
La phonétique ci-dessous se base sur la prononciation de l'alphabet phonétique international (API).
| Lettre | Son | Lettre | Son  | Lettre | Son | Lettre | Son  | Lettre | Son |
| ------ | --- | ------ | ---- | ------ | --- | ------ | ---- | ------ | --- |
| ក      | kɑɑ | ខ      | kʰɑɑ | គ      | kɔɔ | ឃ      | kʰɔɔ | ង      | ŋɔɔ |
| ច      | cɑɑ | ឆ      | cʰɑɑ | ជ      | cɔɔ | ឈ      | cʰɔɔ | ញ      | ɲɔɔ |
| ដ      | ɗɑɑ | ឋ      | tʰɑɑ | ឌ      | ɗɔɔ | ឍ      | tʰɔɔ | ណ      | nɑɑ |
| ត      | tɑɑ | ថ      | tʰɑɑ | ទ      | tɔɔ | ធ      | tʰɔɔ | ន      | nɔɔ |
| ប      | ɓɑɑ | ផ      | pʰɑɑ | ព      | pɔɔ | ភ      | pʰɔɔ | ម      | mɔɔ |
| យ      | jɔɔ | រ      | rɔɔ  | ល      | lɔɔ | វ      | vɔɔ  |        |     |
| ស      | sɑɑ | ហ      | hɑɑ  | ឡ      | lɑɑ | អ      | ʔɑɑ  |        |     |

| Lettre | Son   | Lettre | Son    | Lettre | Son    | Lettre | Son    | Lettre | Son    |
| ------ | ----- | ------ | ------ | ------ | ------ | ------ | ------ | ------ | ------ |
| ា       | a iːə | ិ       | e i    | ី       | əj i:  | ឹ       | ə ɨ    | ឺ       | əɨ ɨ:  |
| ុ       | o u   | ូ       | o:u u: | ួ       | u:ə    | ើ       | aːə ə: | ឿ       | ɨ:ə    |
| ៀ       | iːə   | េ       | eːi eː | ែ       | aːe ɛː | ៃ       | aj ɨj  | ោ       | a:o o: |
| ៅ       | aw ɨw | ុំ       | om um  | ំ       | ɑm um  | ាំ       | am oəm | ះ       | aʰ eəʰ |
| ិះ       | eʰ iʰ | ុះ       | oʰ uʰ  | េះ       | eiʰ eʰ | េាះ       | ɑʰ ʊəʰ |        |        |

Il existe également une quinzaine de voyelles indépendantes, (ou voyelles complètes) à valeur historique, qui tendent à être remplacées par la combinaison de la consonne អ /ʔɑɑ/ (ou des consonnes រ /rɔɔ/ et ល /lɔɔ/) et des voyelles dépendantes.
Notas: Le son des voyelles indépendantes varient souvent d'un mot à l'autre.
Les nombres de voyelles indépendantes varient d'un ouvrage à un autre.
Dans un processus de simplification de l'écriture, certaines de ces lettres pourraient disparaître et être remplacées par leur équivalent phonétique.
| Lettre | Son | Lettre | Son | Lettre | Son | Lettre | Son | Lettre | Son |
| ------ | --- | ------ | --- | ------ | --- | ------ | --- | ------ | --- |
| ឥ      | eːi | ឦ      | i:  | ឧ      | u:  | ឧុ      | əo  | ឪ      | əw  |
| ឫ      | rɨ  | ឬ      | ru: | ឭ      | lə  | ឮ      | lu: | ឯ      | ae  |
| ឰ      | ai  | ឱ      | a:o | ឲ      | a:o | ឩិ៏      | əw  |        |     |

## Lexique

### Différents registres de langue
Le khmer emploie un système de registres de langue dépendant de la hiérarchie sociale, selon les positions respectives du locuteur et de l'interlocuteur. Les différents registres (comme ceux du français « familier », « courant », « soutenu ») emploient des mots différents. La communication se fait avec le registre dit « neutre » même si les habitants de villages isolés emploient entre eux un registre familier, les moines un registre khméro-pali et la famille royale un registre se rapprochant du langage des grands rois khmers.
| Usage dans différentes situations             | « Je, moi »                                | API                                                  | « Toi, vous »                                               | API                     | « Il, elle »                         | API         |
| --------------------------------------------- | ------------------------------------------ | ---------------------------------------------------- | ----------------------------------------------------------- | ----------------------- | ------------------------------------ | ----------- |
| Familier/vulgaire                             | អញ                                         | /aɲ/                                                 | ឯង/អ្ហែង                                                      | /aɛ̯ŋ/                   | វា                                    | /ʋiə̯/       |
| Neutre                                        | ខ្ញុំ                                         | /kʰɲom/                                              | អ្នក                                                         | /neə̯̆ʔ/                  | គេ                                    | /keː/       |
| Formel                                        | យើងខ្ញុំ ខ្ញុំបាទ                                  | /yəːŋ kʰɲom/ /kʰɲom baːt/                            | លោក(en termes de hiérarchie professionnelle, ou rang social) | /loːk/                  | គាត់                                   | /kɔə̯t/      |
| Personne du peuple envers/à propos d'un bonze | ខ្ញុំព្រះករុណា                                    | /kʰɲom preə̯̆h kaʔruʔnaː/                              | ព្រះតេជព្រះគុណ                                                    | /preə̯̆h daɛ̯c preə̯̆h kun/  | ព្រះអង្គ                                | /preə̯̆h ɑŋ/  |
| Bonze envers une personne du peuple           | អាត្មា អាចក្តី                                   | /aːttma/ /aːckdəj/                                   | ញោមស្រី (à une femme) ញោមប្រុស (à un homme)                       | /ɲoum srej/ /ɲoum proh/ | ឧបាសក (à un homme) ឧបាសិកា (à une femme) | /ʔuʔbaːsɑk/ |
| Envers un membre de la famille royale         | ខ្ញុំព្រះបាទអម្ចាស់ ou ទូលបង្គំ (homme), ខ្ញុំម្ចាស់ (femme) | /kʰɲom preə̯̆h baːt aʔmcah/ /tuːl bɑŋkum/ /kʰɲom mcah/ | ព្រះករុណា                                                       | /preə̯̆h kaʔruʔnaː/       | ទ្រង់                                  | /truə̯̆ŋ/     |

### Nombres cardinaux
| 0:០       | /soon/          | 1:១         | /muəy/         | 2:២           | /pii/          | 3:៣             | /bəy/           | 4:៤   | /buən/    | 5:៥     | /pram/      | 6:៦     | /pram-muəy/ | 7:៧           | /pram-pii/ |  |
| 8:៨       | /pram-bəy/      | 9:៩         | /pram-buən/    | 10:១០         | /dɑp/          | 11:១១           | /dɑp-muəy/      | 12:១២ | /dɑp-pii/ | 13:១៣   | /dɑp-bəy/   | 14:១៤   | /dɑp-buən/  | 15:/dɑp-pram/ |            |  |
| 16:១៦     | /dɑp-pram-muəy/ | 17:១៧       | /dɑp-pram-pii/ | 18:១៨         | /dɑp-pram-bəy/ | 19:១៩           | /dɑp-pram-buən/ | 20:២០ | /mpʰey/   | 30:៣០   | /saam-sǝp/  | 40:៤០   | /sae-sǝp/   |               |            |  |
| 50:៥០     | /haa-sǝp/       | 60:៦០       | /hok-sǝp/      | 70:៧០         | /cət-səp/      | 80:៨០           | /paet-səp/      | 90:៩០ | /kaw-səp/ | 100:១០០ | /muəy-rɔɔy/ | 200:២០០ | /pii-rɔɔy/  |               |            |  |
| 1000:១០០០ | /muəy-poan/     | 10000:១០០០០ | /muəy-məən/    | 100000:១០០០០០ | /muəy-saen/    | 1000000:១០០០០០០ | /muəy-lien/     |       |           |         |             |         |             |               |            |  |

### Cardinaux
Le système de numération khmer est un système quinaire.
Le tableau ci-dessous donne la transcription phonétique approximative des nombres cardinaux en môn, en khmer, en mường khến et en vietnamien, et leur traduction en français :
| Môn                  | Khmer               | Mường Khến | Vietnamien     | Français    |
| -------------------- | ------------------- | ---------- | -------------- | ----------- |
| mòa                  | muoy                | mộch       | một            | un          |
| ba                   | pii                 | hal        | hai, đôi       | deux        |
| poa’                 | bey                 | pa         | ba             | trois       |
| pon                  | buon                | pốn        | bốn            | quatre      |
| masang / masun       | pram                | đăm        | năm            | cinq        |
| karaw / taraw        | pram muoy           | kháu       | sáu            | six         |
| thapo’               | pram pii            | pảy        | bảy            | sept        |
| tacam / hacam        | pram bey            | thám       | tám            | huit        |
| tacit / hacit        | pram buon           | chín       | chín           | neuf        |
| cao’                 | dâp                 | mườl       | mười, chục     | dix         |
| cao’ mòa             | dâp muoy            |            | mười một       | onze        |
| cao’ ba              | dâp pii             |            | mười hai       | douze       |
| co sang              | dâp pram            |            | mười lăm       | quinze      |
| ba co                | m(a)phey            |            | hai mươi       | vingt       |
| ba co mòa            | m(a)phey muoy       |            | hai mươi một   | vingt et un |
| ba co sang/ba co sun | m(a)phey pram       |            | hai mươi lăm   | vingt-cinq  |
| poa co sang/sun      | sam sep pram        |            | ba mươi lăm    | trente-cinq |
| masang co/masun co   | haa sep             |            | năm mươi       | cinquante   |
| mòa klom             | muoy rooy           |            | một trăm       | cent        |
| mòa langèm/mòa ngèm  | muoy poan           |            | một nghìn      | mille       |
| mòa la’              | muoy meun           |            | mười nghìn     | dix mille   |
| mòa kat              | dâp meun / muoy sen |            | một trăm nghìn | cent mille  |

On remarque une plus grande proximité entre le môn et le vietnamien qu'entre le môn et le khmer.

### Synonymes d'origines et d'utilisations différentes
Comme mentionné plus haut, le khmer a emprunté une grande partie de son lexique au sanskrit, au pâli, et dans une moindre mesure et beaucoup plus récemment, au siamois, aux langues chinoises et au français.
Il y a donc une très grande richesse lexicale en cambodgien, avec souvent plusieurs mots d'origine différentes pour désigner la même chose.
Voici quelques d'exemples :
| Français | Khmer (Courant)   | Pâli (Religieux)      | Sanskrit (Littéraire)   |
| -------- | ----------------- | --------------------- | ----------------------- |
| Soleil   | ថ្ងៃ /tŋay/         | ព្រះអាទិត្យ /preah ʔaatɨt/ | ព្រះសុរិយា /preah soʔreʔyaa/ |
| Lune     | លោកខែ /look kʰae/   | ព្រះចន្ទ /preah can/     | ចន្ទ្រា /cantrie/          |
| Étoile   | ផ្កាយ /pkaay/       | នក្ខត្ត /neakkʰat/      | តារា /taaraa ou daaraa/   |
| Roi      | ព្រះបាទ /preah baat/ | ជននាថ /ceaʔneaʔniet/   | រាជា /riecie/             |
| Vie      | ជីវិត /ciivɨt/      | ជីព /ciip/             | ជីវន្ត /ciivoan/          |

## Chiffres
| 0 | 1 | 2 | 3 | 4 | 5 | 6 | 7 | 8 | 9 |
| - | - | - | - | - | - | - | - | - | - |
| ០ | ១ | ២ | ៣ | ៤ | ៥ | ៦ | ៧ | ៨ | ៩ |